# Marcus Semien
Marcus Andrew Semien (* 7. September 1990 in San Francisco, Kalifornien) ist ein US-amerikanischer Baseballspieler in der Major League Baseball (MLB) auf der Position des Shortstops. Er spielt für die Texas Rangers in der American League.
Semien begann mit dem Baseball bei El Cerrito Youth Baseball. Er studierte an der University of California, Berkeley.

## Erfolge
Semien spielte von 2013 bis 2014 für die Chicago White Sox und von 2015 bis 2020 für die Oakland Athletics. 2021 spielte er für die Toronto Blue Jays. Seit 2022 spielt er für die Texas Rangers.
2017 schlug Semien .249 mit 10 Home Runs und 12 gestohlenen Bases. 2018 schlug Semien .255 mit 15 Home Runs und 14 gestohlenen Bases. In der Verteidigung führte er die MLB in Assists mit 459 an.